# Regał (instrument)
Regał – klawiszowy instrument muzyczny, rodzaj małych organów z piszczałkami wyłącznie języczkowymi. Jego najbardziej eksponowaną częścią są dwa miechy klinowe oraz wąska, obejmująca dwie do czterech oktaw klawiatura. Skonstruowany został u schyłku średniowiecza i do XVIII wieku wykorzystywany był w epokach renesansu i baroku do gry solowej, jak i akompaniamentu.

## Budowa
Regał podczas spoczynku, złożony, ma formę płaskiej drewnianej skrzynki, szkatułki lub kasetki. Wzdłuż jednego z boków widoczna jest klawiatura. Podczas gry, kiedy kalikant obsługuje umieszczone za klawiaturą miechy klinowe, przypomina wielką księgę z rozłożonymi okładkami, i z tej przyczyny nazywany bywa regałem książkowym (niem. Bibelregal).
Konstrukcja regału uwzględnia wszystkie trzy zasadnicze części organów: mechanizm powietrzny (wiatrownicę i miechy), mechanizm dźwięku (piszczałki ułożone w głosy) oraz mechanizm gry (klawiaturę i trakturę). Miechy występują zazwyczaj w liczbie dwóch (rzadziej jednego). Podyktowane jest to wymogiem dostarczenia nieprzerwanego strumienia powietrza, który dwa miechy naprzemiennie zasysające i tłoczące powietrze zapewniają. Powietrze tłoczone jest do niewielkiej wiatrownicy o szerokości klawiatury, zazwyczaj wyposażonej tylko w przegrody tonowe, bez zasuwek przełączających głosy. Bezpośrednio nad wiatrownicą umieszczona jest klawiatura – obejmuje od dwóch do czterech oktaw, a zatem ma od 25 do 49 klawiszy. Czasami, przy zastosowaniu tzw. krótkiej oktawy (czyli skali diatonicznej, bez dźwięków Cis, Dis, Fis, Gis) klawiszy jest mniej niż 25, lub ich liczba nie jest wielokrotnością 12 powiększoną o jeden. Ruch klawiszy przenoszony jest na wentyle pod piszczałkami za pośrednictwem prostej, pozbawionej cięgieł i wałków, składającej się z jednej dźwigni traktury. Taka konstrukcja zapewnia zwartą budowę i efektywnie wykorzystuje dostępną w obudowie przestrzeń.
Krótkie piszczałki ułożone są poziomo pod klawiaturą lub między nią a miechami; zazwyczaj tworzą jeden głos, który w przypadku zastosowania więcej niż jednego rzędu piszczałek jest miksturą. Regał ma wyłącznie piszczałki języczkowe; nie mają one rezonatorów (składają się z samego stroika) lub tuby i są bardzo krótkie. Barwa dźwięku piszczałek regału jest piskliwa, ostra, nosowa i brzęcząca. Tuby rezonansowe w piszczałkach regałów kształtują ostateczną barwę i natężenie dźwięku wywołanego drganiem języczka. Jeden z rodzajów głosów organowych – regal – ma nazwę wywodzącą się od nazwy instrumentu; konstrukcja piszczałek tych głosów jest analogiczna. Jednym z popularniejszych głosów organowych z grupy regałowej jest vox humana.

## Historia

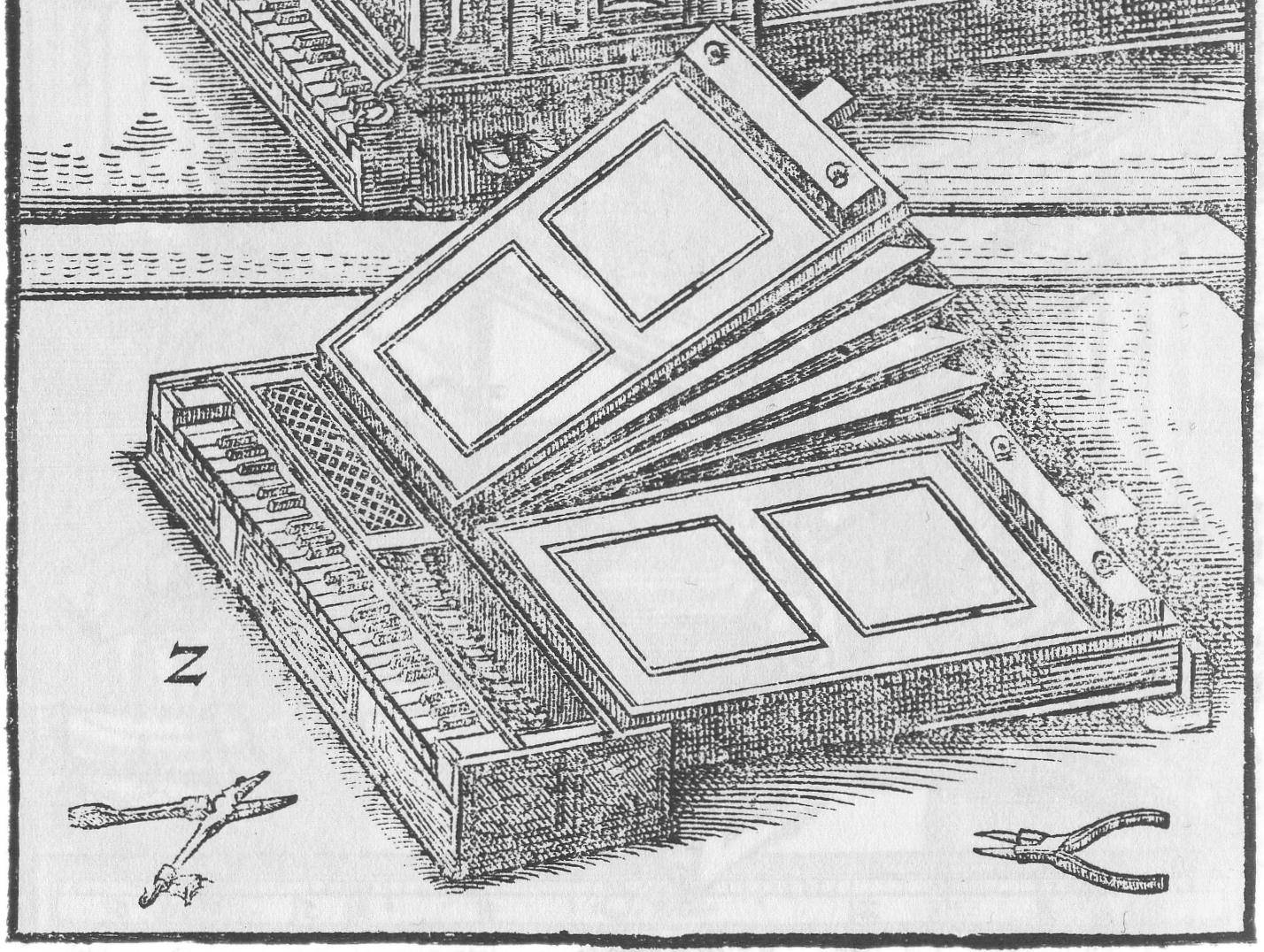
Regał przedstawiony przez Michaela Praetoriusa w Syntagma Musicum (1614–1618)

Geneza regału jest nieznana. Niektóre źródła podają, że istniał już w XV wieku. Wzmiankują go dokumenty polskich dworów z XIV i połowy XV wieku.
Szczególnie rozpowszechniony był w XVI wieku, popularny zarówno w muzyce kościelnej, jak i świeckiej i w domach prywatnych. Pochodzące z okresu renesansu inwentarze polskich dworów i mieszczan licznie wymieniają nowsze, w niektórych przypadkach nie mające odpowiedników w instrumentarium europejskim, typy regałów, o skali od dwóch do trzech oktaw. Christoph Weiditz na jednym ze swoich obrazów przedstawił kompozytora Paula Hofhaimera, grającego na regale z kulistymi rezonatorami; towarzyszy mu chór zmarłego w 1519 cesarza Maksymiliana I. Inwentarze z 1547 króla Henryka VIII wzmiankują 17 regałów o różnych rozmiarach i wysokościach brzmienia. Inne źródła podają, że Bibelregal mógł być wynaleziony przez organistę G. Volla z Norymbergii w 1575. W Polsce był instrumentem także świeckim – używano go w muzyce tanecznej, często w połączeniu z dudami. Wymieniony jest np. w sporządzonym w 1586 grodzieńskim inwentarzu kapeli nadwornej króla Stefana Batorego (jako regał z dodanym głosem fletowym) oraz w inwentarzu Bartłomieja Kiejchera (jako regał norymberski – Bibelregal). Zachowane akta wizytacji diecezji płockiej z 1591–1623 wymieniają regał – często jako instrument przejściowy, na czas wyremontowania lub zakupienia organów – na wyposażeniu około 30 kościołów.
Kompozytor Claudio Monteverdi wyznaczył regałowi partię w IV akcie opery Orfeusz z 1607, a Michael Praetorius opisał regał na początku XVII wieku w Syntagma Musicum. Wizerunek organisty grającego na regale szkatularnym przedstawiony jest na namalowanym w trzeciej ćwierci XVII wieku przez Franciszka Lekszyckiego obrazie Taniec śmierci, w Kościele św. Bernardyna w Krakowie.
W drugiej połowie XVIII wieku instrument wyszedł z użycia.